# Bousk
Bousk (en ukrainien : Буськ ; en russe : Буск ; en polonais : Busk) est une ville de l'oblast de Lviv, en Ukraine. Sa population s'élevait à 8 437 habitants en 2013.

## Géographie
Bousk est située sur la rivière Poltva, à 46 km — 50 km par la route — au nord-est de Lviv.

## Histoire
Bousk reçut des privilèges urbains (droit de Magdebourg) en 1411. La ville avait une importante et ancienne communauté juive. La première synagogue y fut bâtie en 1502. Pendant la Seconde Guerre mondiale, Bousk fut occupée par l'Allemagne nazie du 1er juillet 1941 au 18 juillet 1944. Le ghetto de Bousk fut liquidé le 21 mai 1943 et environ 1 500 Juifs furent assassinés dans les environs de la ville par les nazis.

## Population
Recensements (*) ou estimations de la population :
| 1959* | 1970* | 1979* | 1989* |
| ----- | ----- | ----- | ----- |
| 5 188 | 6 358 | 7 257 | 8 404 |

| 2001* | 2011  | 2012  | 2013  |
| ----- | ----- | ----- | ----- |
| 8 673 | 8 355 | 8 414 | 8 437 |

## Personnalité
- Yevhen Petrouchevych (1863-1940), homme politique, président de la République populaire d'Ukraine occidentale, est né à Bousk.